# ルスグラブラ

ルスグラブラ （学名：Rhus glabra）は、ウルシ科ヌルデ属の北米原産の低木である。北米の４７州にまたがり自生している唯一のヌルデ属植物である。

## 形態
樹高は最長でも6mを超えない雌雄異株の落葉低木。樹形は杯型をしており、上に広がる。葉は互生で30cmほどの羽状複葉。小葉は11-31枚で5-10cm。重鋸歯がある。秋になると紅葉する。花は小さく（3mm以下）を多数総状につける。 

## 利用
葉、樹皮、枝にはタンニンが含まれており、ネイティブアメリカンは染料として利用した。秋に集めた葉は茶色の染料とした。果実は黒や赤の染料になった。春に集めた根からはオレンジか黄色の染料がつくられた。
チェロキー族では民間療法として、赤い果実を吐き気止めに、樹皮の絞り汁を傷口に利用した。